# 刘涛 (1971年)
刘涛（1971年6月—），男，汉族，河南方城人，中华人民共和国政治人物。1996年11月加入中国共产党，1997年7月参加工作，研究生学历。曾任许昌市市長等职务，现任中共湘西州委书记。

## 生平
1994年毕业于河南大学中文系语言文学专业；1997年取得河南大学文学院中国现代文学专业硕士；
2008年10月，任河南省劳动和社会保障厅副厅长；2015年2月，任中共焦作市委常委、组织部长；2017年12月，任中共焦作市委副书记；2018年1月，兼任统战部长；
2021年7月，任中共许昌市委副书记，市政府市长。
2024年10月，刘涛跨省调动，出任湖南省湘西土家族苗族自治州州委書記。